# نووی (شهرستان پروومایسکی، سرزمین آلتای)
نووی (به لاتین: Novy) یک منطقهٔ مسکونی در روسیه است که در سرزمین آلتای واقع شده‌است.